# Giorgio Ferrara (calciatore)
Giorgio Ferrara (Messina, 6 dicembre 1954) è un ex calciatore italiano, di ruolo attaccante o centrocampista.

## Caratteristiche tecniche
Giocava nel ruolo di centravanti o di ala.

## Carriera
Cresciuto nelle giovanili della squadra della sua città, il Messina, con cui disputa da titolare il campionato di Serie C 1972-1973 chiuso dai peloritani con la retrocessione, nell'estate 1973 viene prelevato dal Bologna, che lo cede in prestito alla Reggina, dove disputa 18 incontri in Serie B, subendo anche in questa occasione la retrocessione a fine stagione.
Nel 1974 torna a Bologna, dove disputa 4 incontri nella Serie A 1974-1975, esordendo il 10 novembre 1974 in occasione della vittoria esterna sul Lanerossi Vicenza, e andando a segno nel pareggio interno con l'Ascoli. A fine stagione non viene confermato e scende di categoria, tornando in Serie B per indossare la maglia del Brescia, che manca la promozione per due punti.
Si trasferisce quindi all'Avellino, dove disputa due campionati in B, il secondo dei quali coronato con la prima storica promozione in Serie A, ma non segue gli irpini in massima serie, passando al Rimini, sempre fra i cadetti,  
in una stagione negativa per i romagnoli che chiudono all'ultimo posto alla pari col Varese, nella quale con 5 reti all'attivo risulta il miglior marcatore della squadra.
Passa quindi alla SPAL, in Serie B, dove torna, dopo un anno in Serie C1 col Francavilla, nella stagione 1981-1982, quando colleziona 11 presenze con la Sambenedettese. Prosegue quindi la carriera in Serie C2 con Giulianova e Spezia.
In carriera ha totalizzato complessivamente 4 presenze ed una rete in Serie A e 143 presenze e 20 reti in Serie B.